# Phát tán tài liệu của Hoa Kỳ về Chiến tranh Afghanistan
Vào tháng 7, WikiLeaks đã phát hành hơn 91.000 tài liệu liên quan đến cuộc chiến ở Afghanistan từ năm 2004 đến cuối năm 2009 cho các ấn phẩm The Guardian, The New York Times và Der Spiegel. Các tài liệu nêu chi tiết các sự cố riêng lẻ bao gồm "bắn nhầm đồng đội" và thương vong dân sự. WikiLeaks đã yêu cầu Lầu Năm Góc và các nhóm nhân quyền giúp xóa tên khỏi các tài liệu để giảm tác hại tiềm tàng do việc thả họ, nhưng không nhận được sự hỗ trợ.
Vào ngày 29 tháng 7 năm 2010, WikiLeaks đã thêm một "Hồ sơ bảo hiểm" vào trang Nhật ký Chiến tranh Afghanistan. Tệp được mã hóa AES.  Đã có suy đoán rằng nó được dùng để bảo hiểm trong trường hợp trang web WikiLeaks hoặc phát ngôn viên của nó, Julian Assange bị mất khả năng hoạt động, khi đó cụm mật khẩu có thể được xuất bản. Sau vài ngày đầu tiên công bố các bức điện ngoại giao của Hoa Kỳ bắt đầu từ ngày 28 tháng 11 năm 2010, công ty truyền hình truyền hình Hoa Kỳ CBS dự đoán rằng "Nếu có bất cứ điều gì xảy ra với Assange hoặc trang web, một chiếc chìa khóa sẽ mở ra để mở khóa các tệp. Sau đó sẽ không có cách nào để ngăn thông tin lan truyền như cháy rừng bởi vì rất nhiều người đã có bản sao. "  Phóng viên Declan McCullagh của CBS nói: "Điều mà hầu hết mọi người đang suy đoán là hồ sơ bảo hiểm chứa thông tin chưa được công bố sẽ khiến chính phủ Mỹ đặc biệt xấu hổ nếu nó được công bố." 